# التهاب السحايا الوليدي
التهاب السحايا الوليدي هو المرض الذي يحدث بحدوث التهاب في السحايا بسبب اصابتها بالبكتيريا في الايام ال 90 الأولى من حياة الأطفال. يحدث التهاب السحايا الوليدي في كل 2 من 10000 مرة بصورة تامة وفي كل 2 من 1000 مرة عند ولادات الاطفال قليلي الوزن مع سيادتها لدى الذكور أكثر من الاناث.في 25% يحدث في الأطفال بالتسمم وأحيانا يحدث عند عزل الطفل.

## علامات المرض
علاماته هي: 
- التسمم
- خمود في الجهاز العصبي المركزي
- تقيؤ
- صلابة نخاعية
- صرع
- تهيج
- شذوذ في العصب القحفي.

## تشخيص المرض
يكون بوخز الفقرة القطنية.

## العلاج
يكون بأخذ المضادات الحيوية.